# Бальчевский, Теодор
Теодор Бальчевский (фин. Theodor Baltscheffski, 15 марта 1865- 22 января 1950) — финский конькобежец. Участник чемпионатов мира (1902, 1903) и Европы (1898) по конькобежному спорту.
На чемпионате России по конькобежному спорту 1890  в Москве занял второе место на дистанции 3 версты (3180 метров).

## Достижения
| турнир                            | дата                 | город           | 500 м     | 1500 м      | 5000 м       | 10000 м | 3 версты (3180 м) | место     |
| --------------------------------- | -------------------- | --------------- | --------- | ----------- | ------------ | ------- | ----------------- | --------- |
| 2-й чемпионат России              | 24 февраля 1890      | Москва          | -         | -           | -            | -       | 6.38,0 (2)        | -         |
| 6-й чемпионат Европы — многоборье | 19 — 20 февраля 1898 | Гельсингфорс    | 53,6 (7)  | 2.56,6 (9)  | 10.21,0 (9)  | -       | -                 | без места |
| 10-й чемпионат мира — многоборье  | 22 — 23 февраля 1902 | Гельсингфорс    | 54,8 (11) | -           | -            | -       | -                 | без места |
| 11-й чемпионат мира — многоборье  | 20 — 21 марта 1903   | Санкт-Петербург | 53,6 (11) | 3.19,8 (14) | 11.33,6 (13) | -       | -                 | без места |